# GTPBP1
GTPBP1‏ (GTP binding protein 1) هوَ بروتين يُشَفر بواسطة جين GTPBP1 في الإنسان.